# Sunshine Tour
De Sunshine Tour is een serie open golftoernooien voor golfprofessionals die wordt georganiseerd in het zuiden van Afrika. In het verleden was deze golftour bekend als de South African Tour of de FNB Tour. Een meerderheid van de geplande golftoernooien vindt plaats in Zuid-Afrika.

## Geschiedenis
Op de agenda stonden in het begin alleen toernooien in de zomermaanden van het zuidelijk halfrond, van november tot maart, maar het schema heeft zich uitgebreid tot ongeveer 40 evenementen, inclusief zes toernooien die ook meetellen voor de Europese PGA Tour: het Afrika Open (sinds 2010), het Alfred Dunhill Kampioenschap (sinds 1995), het Joburg Open (sinds 2007), het Nelson Mandela Championship (sinds 2012), het Tshwane Open (sinds 2013) en het Zuid-Afrikaans Open (sinds 1997).
Sinds 1991 mogen ook gekleurde spelers meedoen. In dat jaar won John Mashego de Bushveld Classic nadat hij Steve van Vuuren en Ian Palmer in een play-off versloeg.

## Order of Merit
De Sunshine Tour heeft een eigen Order of Merit, gebaseerd op het gewonnen prijzengeld.
| - 1972: Bobby Cole - 1973: Hugh Baiocchi - 1974: Allan Henning - 1975: Allan Henning - 1976: Gary Player - 1977: John Bland - 1978: Hugh Baiocchi - 1979: Gary Player - 1980: Mark McNulty - 1981: Mark McNulty - 1982: Nick Price - 1983: Gavan Levenson - 1984: Mark McNulty - 1985: Mark McNulty | - 1986: Mark McNulty - 1987: John Bland - 1988: Tony Johnstone - 1989: John Bland - 1990: John Bland - 1991: Ernie Els - 1992: Mark McNulty - 1993: Tony Johnstone - 1994: Ernie Els - 1995: Wayne Westner - 1996: Mark McNulty - 1997: Mark McNulty - 1998: David Frost - 1999: Darren Fichardt | - 2000: Mark McNulty - 2001: Tim Clark - 2002: Trevor Immelman - 2003: Darren Fichardt - 2004: Charl Schwartzel - 2005: Charl Schwartzel - 2006: Charl Schwartzel - 2007: James Kingston - 2008: Richard Sterne - 2009: Anders Hansen - 2010: Charl Schwartzel - 2011: Garth Mulroy - 2012: Branden Grace - 2013: Dawie Van der Walt |